# Vergangenheit und Gegenwart (1972)
Vergangenheit und Gegenwart (portugiesischer Originaltitel: O Passado e o Presente) ist ein tragikomisches Filmdrama des portugiesischen Regisseurs Manoel de Oliveira aus dem Jahr 1972.
Es ist eine Adaption des gleichnamigen Dramas von Vicente Sanches und ist im großbürgerlichen Milieu Portugals angesiedelt.

## Handlung
Seit einem Jahr ist Vanda mit Firmino verheiratet. Sie ist von ihm gelangweilt und denkt sehnsüchtig an ihren ersten Mann Ricardo zurück, der bei einem Unfall ums Leben kam und für den sie ein Mausoleum errichtete. Die sterblichen Überreste Ricardos werden nun dorthin überführt.
Bei der Überführung wird Vanda von Freunden Ricardos begleitet: das Paar Noémia und Fernando, das Ehepaar Honório und Angélica, Maurício, ein enger Freund Ricardos, und Ricardos Zwillingsbruder Daniel. Noémia und Fernando sind geschieden, leben aber nun wieder zusammen, ohne heiraten zu wollen. Angélica ist trotz des unerträglichen Charakters Honórios mit ihm verheiratet, während Maurício Angélica umwirbt und sie schließlich eine Affäre beginnen.
Firmino hält die Verachtung, die ihm Vanda zeigt, nicht mehr aus und stürzt sich aus dem Fenster. Angesichts des leidenden Dahinscheidens Firminos gesteht Daniel Vanda, dass er vor dem Unfall mit seinem Bruder die Identität getauscht hat und er tatsächlich Ricardo und in Wahrheit Daniel gestorben sei.
Nach dem Tod Firminos heiraten Vanda und Daniel offiziell, also wiederholen in Wahrheit Vanda und Ricardo ihre Hochzeit.
Nach einem Jahr jedoch beginnt sich Vanda mit Ricardo zu langweilen und beginnt nun, ihrem verstorbenen zweiten Mann nachzutrauern...

## Produktion und Rezeption
Der Film wurde zwischen November 1970 und Januar 1971 gedreht und vom Filmkollektiv Centro Português de Cinema als erste Arbeit produziert, mit finanzieller Unterstützung der portugiesischen Gulbenkian-Stiftung.
Als Filmmusik dienen Passagen aus Ein Sommernachtstraum von Felix Mendelssohn Bartholdy.
Seine Premiere feierte der Film am 25. Februar 1972 im großen Auditorium der Gulbenkian-Stiftung, in den Kinos startete er am 26. Februar 1972. Seine internationale Premiere hatte er am 6. September 1976 beim 35. Filmfestival von Venedig und wurde danach immer wieder auf internationalen Filmfestivals gezeigt.

„Ein spöttisch-satirischer Abgesang auf die verlogenen Konventionen der portugiesischen Bourgeoisie, die durch glänzende Äußerlichkeiten jegliches Gefühl verspielt hat. Eine intelligente Variation zum Thema Liebe, in strenger Bildhaftigkeit außergewöhnlich komponiert.“

Erstmals lief er am 7. November 1993 im Fernsehen, unter dem Titel 過去と現在 昔の恋、今の恋 im japanischen Fernsehen.